# Récompense (droit français)
Pour les articles homonymes, voir Récompense.
En droit français de la famille, une récompense est une créance qui rectifie les mouvements de valeurs survenus pendant le mariage entre la communauté entre époux et les biens propres. Par exemple, lorsque l’un des époux hérite de biens immobiliers et de liquidités : 
- la communauté devra une récompense égale aux liquidités, sans réévaluation s’il ne les a pas employées dans l’achat d’un bien avec respect de certaines règles de forme ;
- s’il a vendu les biens immobiliers, la communauté devra une récompense égale au prix ;
- ce prix a pu être employé en respectant certaines règles de forme, la récompense variera alors en fonction de la valeur du bien acquis en remploi.